# Aéroport international Netaji-Subhash-Chandra-Bose
Pour les articles homonymes, voir CCU.
L'aéroport international Netaji-Subhash-Chandra-Bose (Kolkata Airport) (bengali : নেতাজীসুভাসচন্দ্রবসুবিমানবন্দর) (code IATA : CCU • code OACI : VECC) est un aéroport situé à Dum Dum, près de Calcutta dans le Bengale-Occidental en Inde.
L'aéroport a été à l'origine connu comme aéroport de Dum Dum avant d'être renommé Subhas Chandra Bose (en l'honneur de Subhas Chandra Bose, l’un des principaux dirigeants indépendantistes indiens à l'époque de la colonisation britannique). Il est situé approximativement à 17 kilomètres du centre-ville.

## Situation
| \| 300 km1:23 714 000 \| Delhi Bombay Madras Bangalore Calcutta Hyderabad Cochin Ahmedabad Goa Pune Thiruvananthapuram Calicut Lucknow Guwahati Srinagar Jaipur Bhubaneswar Coimbatore Nagpur Indore Mangalore Visakhapatnam Patna Amritsar Chandigarh Tiruchirappalli Jammu Raipur Bénarès Agartala Port Blair Vadodara Imphal Bagdogra Madurai Bhopal Ranchi Aurangabad Udaipur Leh Tirupati Rajkot Jodhpur Dehradun Dibrugarh Silchar Gaya Cannanore Vijayawada Surate Durgapur Jamnagar Belagavi Hubli-Dharwad Khajurâho Nanded Aizawl Dimapur Agra Bathinda Gwalior Gorakhpur Hindon |
| 300 km1:23 714 000 |

## Structure
L'aéroport a trois terminaux : un terminal domestique (ouvert au début des années 1990), un terminal international (le plus ancien) et un terminal de fret (cargo).
Il a deux pistes parallèles 01/19 L/R, dont la plus longue et 01R/19L est employée pour des décollages et des atterrissages, alors que les autres sont employées la plupart du temps comme piste de roulement et pour l'atterrissage d'avions pendant la journée.
L'expansion de cette piste est attachée par une mosquée datant de 119 ans qui se trouve 100 pieds de nord de la piste. L'aéroport est relié au système ferroviaire suburbain de Kolkata (Kolkata Suburban Railway) et également accessible aux taxis et autobus.

## Modernisation
L'aéroport est équipé maintenant d'une quatrième piste, due à l'augmentation massive du volume de passager pendant les trois à quatre dernières années[citation nécessaire]. Le plan de modernisation inclut également le rallongement des pistes. L'aéroport est également lié par le système ferroviaire suburbain. Il est parmi les dix aéroports principaux dans le pays, manipulant environ 310 vols par jour. L'augmentation du trafic aérien a forcé le gouvernement à prévoir un deuxième aéroport pour la ville[citation nécessaire]. Le ministre en chef du Bengale occidental, Buddhadeb Bhattacharya, propose les services des sociétés privées spécialisées pour effectuer la tâche. Le terminal domestique existant continuera à être employé avec des modifications et les traitements appropriés de façade.
En 2006-07 il y avait 65 687 mouvements d'avions dont 9 414 étaient internationaux et 56 273 domestiques. Il y a eu une croissance de 25 pour cent du mouvement international de cargaison à l'aéroport de Kolkata et d'une augmentation de 15 pour cent de vols extérieur. Les mini automobile ont expliqué la partie de la croissance du mouvement de la cargaison de la ville à d'autres pays. Le passage international de cargaison à l'aéroport de Kolkata a augmenté près d'environ 25 pour cent par dernière année, incitant des lignes aériennes étrangères pour ajouter plus de cargos sur certains itinéraires.
En novembre 2008 le premier centre pour la cargaison périssable (CPC) au Bengale occidental a été ouvert à l'aéroport. Le CPC a une aire de 742,5 m2 et une capacité de stockage annuelle 12 000 de millions de tonnes. Le CPC avait subi les épreuves qui ont commencé en juin 2008 et été construites avec une subvention 67.5 millions de Roupies indienne. La piste secondaire a été déjà prolongée par 400 m du côté nordique et légèrement au sud. La piste secondaire est équipée des équipements de CAT-I pour aider l'atterrissage d'avions sous la visibilité pauvre. Le nouveau terminal intégrée sera une structure en forme de L avec des deux rangées pour des arrivées et des départs. Les 40 000 m2 de la première phase de la modernisation sont conçus pour adapter à un débit de pointe de 1 800 passagers par heure.

## Statistiques
Pour des raisons techniques, il est temporairement impossible d'afficher le graphique qui aurait dû être présenté ici.

Voir la requête brute et les sources sur Wikidata.

### Zoom sur l'impact du Covid de 2019-2020
Pour des raisons techniques, il est temporairement impossible d'afficher le graphique qui aurait dû être présenté ici.

Voir la requête brute et les sources sur Wikidata.

## Compagnies aériennes et destinations
| Compagnies                    | Destinations | Refs.                 |
| ----------------------------- | --- | --------------------- |
| AirAsia                       | Kuala Lumpur |                       |
| AirAsia India                 | Bagdogra, Bangalore-Kempegowda, Bhubaneswar-Biju Patnaik, Delhi-Indira Gandhi, Guwāhāti, Hyderabad-R. Gandhi, Imphāl, Bombay-Chhatrapati-Shivaji, Pune, Ranchi, Vishakhapatnam | [ 1 ]                 |
| Air India                     | - Agartala, - Aizawl, - Bagdogra, - Bangalore-Kempegowda, - Bhubaneswar-Biju Patnaik, - Madras (Chennai), - Delhi-Indira Gandhi, - Dacca-Shah Jalal, - Dibrugarh, - Dimapur, - Gaya, - Guwāhāti, - Hyderabad-R. Gandhi, - Imphāl, - Jaipur, - Katmandou-Tribhuvan, - Bombay-Chhatrapati-Shivaji, - Port Blair, - Silchar, - Varanasi (Bénarès)-Lal Bahadur Shastri, - Rangoun (Yangon) Hajj:Médine-Prince M. Bin Abdulaziz | ,,                    |
| Alliance Air                  | Guwāhāti, Lilabari (en), Pasighat (en), Shillong (en), Tezpur, Bhubaneswar-Biju Patnaik, Ranchi |                       |
| Bhutan Airlines               | Bangkok-Suvarnabhumi, Paro |                       |
| Biman Bangladesh Airlines     | Chittagong, Dacca-Shah Jalal |                       |
| Buddha Air                    | Katmandou-Tribhuvan | [ 4 ]                 |
| Cathay Dragon                 | Hong Kong |                       |
| China Eastern Airlines        | Kunming-Changshui |                       |
| Druk Air                      | Bangkok-Suvarnabhumi, Paro |                       |
| Emirates                      | Dubaï |                       |
| Etihad Airways                | Abou Dabi |                       |
| GoAir                         | Ahmedabad-Sardar-Vallabhbhai-Patel, Bagdogra, Bangalore-Kempegowda, Bhubaneswar-Biju Patnaik, Delhi-Indira Gandhi, Guwāhāti, Hyderabad-R. Gandhi, Jaipur, Bombay-Chhatrapati-Shivaji, Patna, Port Blair, Pune |                       |
| IndiGo                        | - Agartala, - Ahmedabad-Sardar-Vallabhbhai-Patel, - Allahabad (en), - Bagdogra, - Bangkok-Suvarnabhumi, - Bangalore-Kempegowda, - Bhubaneswar-Biju Patnaik, - Chandigarh, - Madras (Chennai), - Dacca-Shah Jalal, - Delhi-Indira Gandhi, - Dibrugarh, - Dimapur, - Goa-Dabolim, - Gorakhpur (en), - Guwāhāti, - Hyderabad-R. Gandhi, - Imphāl, - Indore, - Jabalpur (en), - Jaipur, - Jorhat, - Cochin, - Lucknow-Amausi, - Bombay-Chhatrapati-Shivaji, - Nagpur, - Patna, - Port Blair, - Pune, - Raipur, - Ranchi, - Singapour-Changi, - Srinagar, - Surat, - Trivandrum, - Varanasi (Bénarès)-Lal Bahadur Shastri, - Vishakhapatnam | ,,                    |
| Malindo Air                   | Kuala Lumpur | [ 8 ]                 |
| Myanmar Airways International | Rangoun (Yangon) | [citation nécessaire] |
| Novoair                       | Dacca-Shah Jalal |                       |
| Qatar Airways                 | Doha-Hamad |                       |
| Regent Airways                | Chittagong, Dacca-Shah Jalal | [citation nécessaire] |
| SilkAir                       | Singapour-Changi |                       |
| Singapore Airlines            | Singapour-Changi |                       |
| SpiceJet                      | - Bagdogra, - Bangkok-Suvarnabhumi, - Bangalore-Kempegowda, - Madras (Chennai), - Dacca-Shah Jalal, - Delhi-Indira Gandhi, - Dibrugarh, - Guwāhāti, - Hyderabad-R. Gandhi, - Jabalpur (en), - Jharsuguda (en), - Kanpur (en), - Lilabari (en), - Bombay-Chhatrapati-Shivaji, - Pakyong (en) - Patna, - Port Blair, - Pune, - Silchar, - Srinagar, - Surat, - Varanasi (Bénarès)-Lal Bahadur Shastri, - Vishakhapatnam | ,                     |
| Sri Lankan Airlines           | Colombo-Bandaranaike |                       |
| Thai AirAsia                  | Bangkok-Don Muang |                       |
| Thai Airways                  | Bangkok-Suvarnabhumi |                       |
| Thai Smile                    | Bangkok-Suvarnabhumi | [ 12 ]                |
| US-Bangla Airlines            | Chittagong, Dacca-Shah Jalal |                       |

Édité le 19/04/2019
Calcutta est également servi par un certain nombre de lignes aériennes de cargaison, notamment Air India Cargo, Blue Dart Aviation, Etihad Crystal Cargo, Jade Cargo, Lufthansa Cargo et Singapore Airlines Cargo.